# Gyulafehérvári határozat

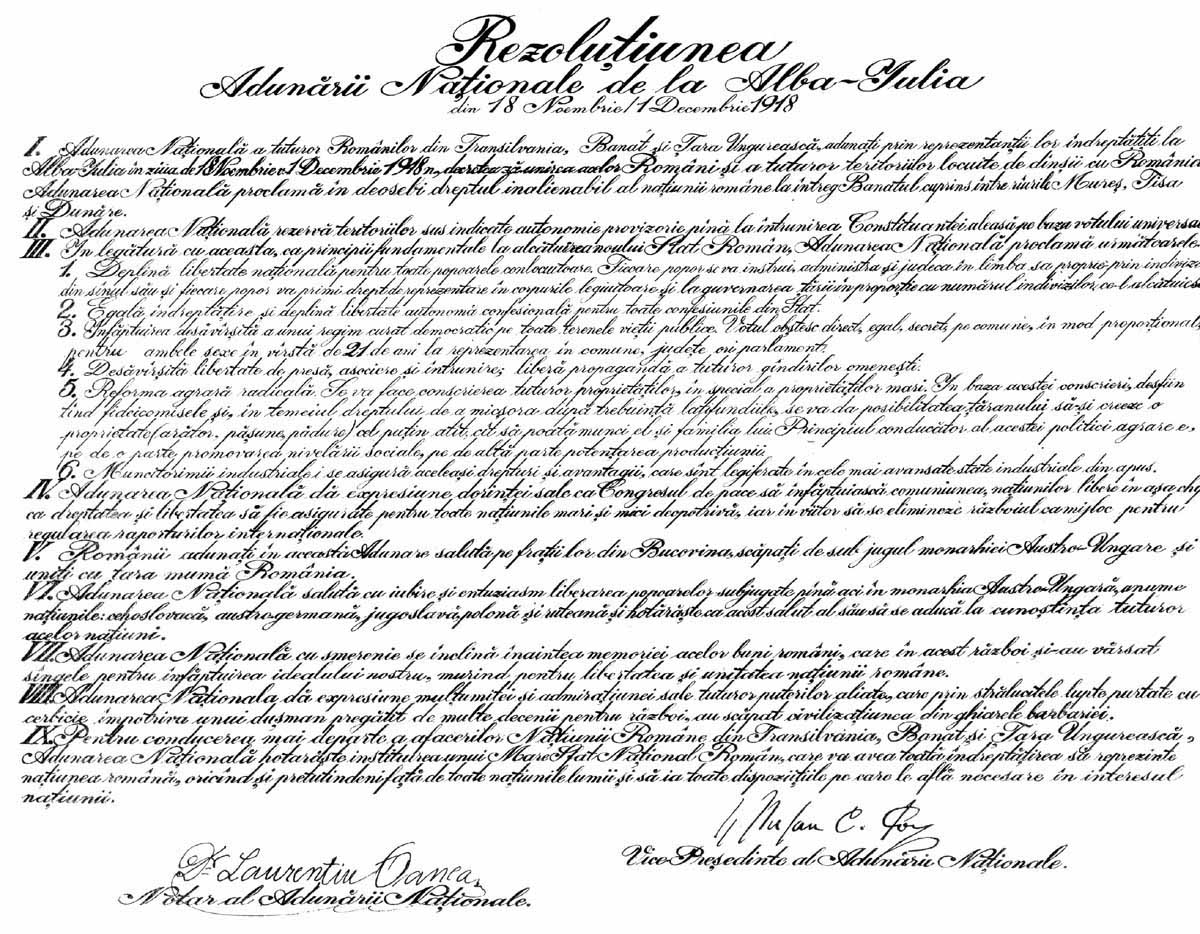
A gyulafehérvári határozat eredeti szövege

A gyulafehérvári nyilatkozat (románul Declarația de la Alba Iulia) az 1918-as gyulafehérvári román nagygyűlésen megszavazott határozat, amely kimondta Erdély, a Bánság, Partium és Máramaros egyesülését a Román Királysággal. A határozat sohasem lett a román jogrend része, és azóta is csak mint egyoldalú politikai nyilatkozatra hivatkoznak rá.

## A határozat szövege
- I. Az összes román 1918. november 18 / december 1-jei gyulafehérvári nemzetgyűlése, melyen Erdély, Bánság, Partium és Máramaros vidékeinek képviselői vesznek részt, kimondja az összes román és az általuk lakott területek egyesülését Romániával. A nagygyűlés különösen kinyilvánítja a román nemzet elidegeníthetetlen jogát a Bánság teljes területére, melyet a Maros, a Tisza és a Duna határol.
- II. A nemzetgyűlés a fent említett területeknek ideiglenes autonómiát biztosít az általános népszavazással választott alkotmányozó testület összegyűléséig.
- III. Ezzel kapcsolatban, az új Román Állam kialakításának alapelvei alapján a nemzetgyűlés kijelenti a következőket:
  - Teljes nemzeti szabadság az összes együtt élő népnek. Minden nép számára a saját nyelvén biztosít oktatást, közigazgatást és ítélkezést az illető néphez tartozó személyek által, és a lakosok számának arányában minden nép képviseleti jogot fog kapni a törvényhozó testületben és a kormányzati szervekben.
  - Egyenlő jogok és teljes autonóm vallásszabadság az Állam minden felekezete számára.
  - Tisztán demokratikus rendszer tökéletes megvalósítása a közélet minden területén. Közvetlen, általános, titkos, egyenlő szavazójog nemtől függetlenül minden 21. évét betöltött állampolgár számára a községi, megyei, valamint parlamenti képviseletnél.
  - Teljes sajtó-, gyülekezési és egyesülési szabadság, minden emberi gondolat szabad hirdetése.
  - Radikális agrárreform. Minden birtokot összeírnak, különösen a nagybirtokokat. Az összeírás alapján a hitbizomány megszűnik, és a nagybirtokok méretének szükség szerinti csökkentésével a parasztoknak lehetővé teszik legalább akkora birtok (szántó, legelő, erdő) megszerzését, amely munkát ad nekik és családjuknak. Ezen agrárpolitika alapelve egyrészt a társadalmi különbségek csökkentése, másrészt a termelékenység növelése.
  - Az ipari munkásoknak ugyanolyan jogokat és előnyöket biztosítanak, amilyeneket a Nyugat legfejlettebb ipari államok jogszabályai biztosítanak számukra.
- IV. A nemzetgyűlés kifejezi azon óhaját, hogy a békekongresszus kialakítsa a szabad nemzetek közösségét oly módon, hogy a kis és nagy nemzetek egyaránt igazságot és szabadságot kapjanak, és a jövőben ne kerüljön sor háborúkra a nemzetközi kapcsolatok szabályozása érdekében.
- V. A nemzetgyűlésen összegyűlt románok üdvözlik bukovinai testvéreiket, akik az Osztrák–Magyar Monarchia igája alól felszabadulva egyesültek anyaországukkal, Romániával.
- VI. A nemzetgyűlés szeretettel és lelkesedéssel köszönti az Osztrák–Magyar Monarchia által eddig leigázott nemzetek felszabadítását, éspedig a csehszlovák, ausztriai németek, jugoszláv, lengyel és ruszin nemzeteket, és elhatározza, hogy ezen üdvözletet minden felsorolt nemzetnek tudomására hozzák.
- VII. A nemzetgyűlés alázatosan meghajol azon román hősök emléke előtt, akik ebben a háborúban vérüket ontották és meghaltak ideálunk megvalósítása, a román nemzet szabadsága és egysége érdekében.
- VIII. A nemzetgyűlés köszönetét és csodálatát fejezi ki a szövetséges hatalmaknak, akik fényes csatákban kitartóan küzdöttek a már évtizedek óta háborúra készülő ellenséggel, kiszabadítva a civilizációt a barbárság karmaiból.
- IX. Az Erdély, Bánság, Partium román nemzeti ügyeinek továbbvitelére a nemzetgyűlés egy Román Nemzeti Nagytanács létrehozását határozza el, amely teljes joggal, bármikor és bárhol képviselheti a román nemzetet a világ többi nemzete előtt, és meghozhat minden olyan intézkedést, amely a nemzeti érdekek elősegítésére irányul.

## Fordítás
Ez a szócikk részben vagy egészben  a   Declarația de la Alba Iulia című román Wikipédia-szócikk ezen változatának fordításán alapul.  Az eredeti cikk szerkesztőit annak laptörténete sorolja fel. Ez a jelzés csupán a megfogalmazás eredetét és a szerzői jogokat jelzi, nem szolgál a cikkben szereplő információk forrásmegjelöléseként.

## Külső hivatkozások
- A Gyulafehérvári Nemzetgyűlés határozata PDF (egy másik magyar fordítás)